# Симонов, Денис Владимирович
Денис Владимирович Симонов (род. 1972) — сотрудник российских органов государственной безопасности, генерал-лейтенант.

## Биография
Денис Владимирович Симонов родился в 1972 году в городе Омске.
В 1995 году поступил на службу в органы Федеральной службы безопасности Российской Федерации. Начинал службу оперуполномоченным, позднее служил на руководящих должностях.
В 2011 году Симонов был назначен первым заместителем начальника Управления Федеральной службы безопасности Российской Федерации по Хабаровскому краю.
С 2013 года руководил Управлением Федеральной службы безопасности Российской Федерации по Амурской области.
В 2015 году назначен начальником Управления Федеральной службы безопасности Российской Федерации по Сахалинской области.
С июля 2019 года возглавляет Управление Федеральной службы безопасности Российской Федерации по Приморскому краю.
.